# Ipotești (Suceava)
Ipotești is een Roemeense gemeente in het district Suceava.
Ipotești telt 5340 inwoners.